# Henry Kistemaeckers
Henry-Hubert-Alexandre Kistemaeckers (Floreffe, 13 ottobre 1872 – Parigi, 21 gennaio 1938) è stato un drammaturgo belga naturalizzato francese.

## Biografia
Fu dapprima giornalista, a Namur e a Parigi, poi autore ironico di romanzi, in seguito drammaturgo sentimentale di pochades.
Nel 1905 ottenne il suo primo successo con il dramma L'instinct ("L'istinto"), caratterizzato da scene madri e personaggi forti.
Negli anni successivi confermò il consenso di pubblico con L'embuscade ("L'imboscata", 1913), La passante ("La passante", 1925), La flambée ("La fiammata", 1911), che riscosse consensi anche in Italia, restando a lungo in repertorio sui palcoscenici. L'opera si rivelò un interessante intreccio di elementi patriottici e coniugali.
Kistemaeckers si ispirò al drammaturgo francese Bernstein.

## Opere
- L'évolution sentimentale (1892)
- Confidences de femmes (1894)
- La confession d'un enfant du siècle (1896)
- L'illégitime (1898)
- Lord Will aviateur (1911)
- La passante (1925)